# Benabarre
Benabarre, (Benavarri em catalão) e (Benabarri em aragonês) é um município da Espanha na província de Huesca, comunidade autónoma de Aragão, de área 157,1 km² com população de 1167 habitantes (2007) e densidade populacional de 7,43 hab./km².

## Demografia
| Variação demográfica do município entre 1991 e 2004 | Variação demográfica do município entre 1991 e 2004 | Variação demográfica do município entre 1991 e 2004 | Variação demográfica do município entre 1991 e 2004 |
| --------------------------------------------------- | --------------------------------------------------- | --------------------------------------------------- | --------------------------------------------------- |
| 1991                                                | 1996                                                | 2001                                                | 2004                                                |
| 1233                                                | 1195                                                | 1120                                                | 1112                                                |